# Elsa Kumlien
Elsa Sophia Alfrida Kumlien, född 19 december 1881 i Eskilstuna, död 13 maj 1968 i Falköping, var en svensk kompositör och slöjdlärare.

## Biografi
Elsa Sophia Alfrida Kumlien föddes 19 december 1881 på gevärsfaktoriet i Eskilstuna. Hon var dotter till kassaförvaltaren Georg Victor Kumlien (1831-1902) och Anna Gustafva Alfrida Melin (1846-1924). 1886 flyttade familjen till Björkestorp i Hjo. Där hennes pappa började arbeta som kamrer. Familjen flyttade 1888 till Skövde. Elsa flyttade 1903 till Hedvig Eleonora församling i Stockholm. Där började hon att arbeta som slöjdlärare. Elsa flyttade 1912 till Lidingö och arbetade som slöjdlärare på Tysta skolan. 1914 flyttade hon till Oscars församling. 1915 flyttade hon till Engelbrekts församling. Hon flyttade tillbaka 1919 till Skövde och arbetade där som slöjdlärare. Elsa Kumlien avled 13 maj 1968 på Ranlidens äldreboende i Falköping, Falköpings kommun.

## Verklista

### Piano
- Menuett. Utgiven 1924 på eget förlag i Skövde.[15]

### Sång och piano
- Titanic's dödspsalm. Översatt till svenska av Gudmar Hogner. Utgiven 1912. Kumlien, Elsa; Gudmar Hogner (1912). Titanic's dödspsalm. Libris 17973122

- Landssorg Brinn stilla kring båren. Text av Gabriel Jönsson. Utgiven 1920 av Elkan & Schildknecht, Stockholm.[15]

- Harpolekaren och hans son Luften tung och dagen varm. Texten är hämtad ur Vapensmeden av Viktor Rydberg. Utgiven 1924 på eget förlag i Skövde.[15]

- Prinsessan Nyponblom Säg ser du prinsessan. Text av Jeanna Oterdahl. Utgiven 1924 på eget förlag i Skövde.[15]